# چشمه میل اژدها
چشمه میل اژدها از جمله چشمه‌های شهرستان ممسنی در استان فارس است.
این چشمه در نزدیکی شهر نورآباد ممسنی واقع است.